# Megalomma modestum
Megalomma modestum är en ringmaskart som först beskrevs av Jean Louis Armand de Quatrefages de Bréau 1866.  Megalomma modestum ingår i släktet Megalomma och familjen Sabellidae. Inga underarter finns listade i Catalogue of Life.